# Badlands (filme)
Badlands (Brasil: Terra de Ninguém / Portugal: Noivos Sangrentos) é um filme estadunidense de 1973, dirigido por Terrence Malick e estrelado por Martin Sheen, Sissy Spacek e Warren Oates.

## Enredo
O filme é narrado por Holly, uma adolescente vivendo em um cidade da Dakota do Sul. Um dia ela conhece Kit, um jovem rebelde que a encanta e a leva como sua cúmplice em uma onda de assassinatos pelo estado. A narração de Holly, descrevendo suas aventuras com Kit com clichês românticos, é justaposta com a realidade cruel do apetite sociopata de Kit por violência macabra.

## Elenco
- Martin Sheen como Kit Carruthers
- Sissy Spacek como Holly Sargis
- Warren Oates como Padre
- Ramon Dieri como Cato
- Alan Vint como Delegado
- Gary Littlejohn como Xerife
- John Carter como Homem Rico
- Bryan Montgomery como Menino

## Produção
Malick começou a trabalhar em Badlands em seu segundo ano como estudante da American Film Institute. "Eu o escrevi e, ao mesmo tempo, desenvolvi um tipo de mochila de venda com slides e vídeos dos atores, tudo com uma visão para apresentar a investidores algo que pareceria pronto para filmar", disse Malick, "Para minha surpresa, eles não prestaram muita atenção, eles investiram na fé. Eu consegui metade do dinheiro e o produtor executivo Edward Pressman a outra metade".
As filmagens ocorreram no verão de 1972, começando em julho, com uma equipe não ligada a nenhum sindicato e um orçamento consideravelmente baixo, 300.000 dólares (excluindo alguns adiamentos para laboratórios de filmes e atores).
O filme foi editado por Robert Estrin; Billy Weber é creditado como editor associado. Tanto ele como o diretor de arte Jack Fisk foram trabalhar em todos os filmes de Malick.
Apesar de Malick ter prestado bastante atenção aos detalhes de época, ele não queria sobrecarregar o filme. "Eu tentei deixar a década de 1950 no mínimo", disse o diretor. "Nostalgia é um sentimento poderoso; pode afogar qualquer coisa. Eu queria que o filme fosse construído como um conto de fadas, fora do tempo". Malick também apontou que "Kit e Holly até pensam que estão vivendo em um conto de fadas", e ele achou que era bem apropriado já que "livros infantis como A Ilha do Tesouro tinham frequentemente violência". Ele também esperou que o tom "conto de fadas" iria "tirar um pouco da agudeza da violência más ainda manter a qualidade sonhadora".
A Warner Bros. eventualmente comprou os direitos de distribuição do filme completo por uma quantia de menos de um milhão de dólares.

## Recepção
Badlands recebeu aclamação universal quando foi lançado. Estreou no Festival de Cinema de Nova Iorque em 1973, "ofuscando até Mean Streets de Martin Scorsese". No site Rotten Tomatoes o filme possui um índice de aprovação de 97%, baseado em 38 resenhas, com uma média de 8,7/10. O consenso é "Deslumbrante e preocupante, com maravilhosas performances de Sheen e Spacek. A estreia magistral de Terrence Malick".
"O primeiro filme de 1973 de Malick é um filme tão rico em ideias que dificilmente sabe para onde virar", escreveu Dave Kehr do Chicago Reader, "Temas trancendentais de amor e morte são fundidos com a sensibilidade da cultura popular, sendo tocadas contra um fundo do meio oeste, que tira a respiração tanto por seu alcance e por sua banalidade".
Spacek mais tarde admitiu que Badlands mudou o modo que ela via o cinema. "Depois de eu ter trabalhado com Terry Malick, eu estava, 'As regras do artista. Nada mais importa.' Minha carreira seria bem diferente se eu não tivesse aquela experiência". Nos anos subsequentes, Sheen citaria frequentemente Badlands como seu melhor trabalho.
Em 1993, Badlands foi selecionado para preservação pelo National Film Registry da Biblioteca do Congresso dos Estados Unidos, como sendo "culturalmente, historicamente ou esteticamente significante".